# Estación de Rosny-sous-Bois
La estación de  Rosny-sous-Bois es una estación ferroviaria francesa situada en la comuna homónima, en el departamento de Seine-Saint-Denis, al este de París. Pertenece a la línea E de la Red Exprés Regional, más conocida como RER.

## Historia
Fue inaugurada el 7 de julio de 1856 por la Compañía de los Ferrocarriles del Este como parte de línea París - Mulhouse. En 1912, fue derribada y reconstruida ampliando su capacidad. En 1938 pasó a manos de la SNCF.
En 1999, la estación fue integrada dentro de la línea línea E del RER configurándose como parte de su ramal E4.

## Descripción
La estación se compone de dos andenes centrales y de cuatro vías. Para acceder a ellas la estación dispone de una pasarela metálica cubierta que desemboca en cada uno de los andenes centrales. 
En el patio de la estación existe un museo regional dedicado al ferrocarril llamado Rosny-Rail.